# Крепна
Крепна — річка в Росії, у Льговському й Кореневському районах Курської області. Права притока Сейму (басейн Дніпра).

## Опис
Довжина річки 39 км, площа басейну 282 км².

## Розташування
Бере початок у селі Д'яковка. Тече переважно на південний захід через Сафоновку, Журавлі, Коренево і на північно-східній стороні від Юрасово впадає в річку Сейм, ліву притоку Десни.
Річку перетинають декілька автомобільних шляхів місцевого значення і залізниця.